# 奧近習六人眾
奧近習六人眾（日语：／ Okukinjūrokuninshū）是甲斐國的戰國大名武田信玄的側近中，作為將會成為幹部的候補人材而活動的6個武將。

## 六人眾
在信玄時期6個著名部將：
- 土屋右衛門尉—後來成為龍朱印狀奏者，成為武田家的軍政中樞，不過在長篠之戰中戰死。弟弟昌恒成為繼承人。
- 三枝勘解由—成為山縣昌景的女婿，參加武田家的主要合戰並立下武功，在長篠之戰中，於鳶之巢砦被攻陷時戰死。子孫成為德川幕府的大名、大身旗本（日语：大身旗本）。
- 曾根內匠—成為駿河國興國寺城（日语：興国寺城）城主，不過在早期暗通德川家康。嫡男曾根周防守在義信事件中受到株連而切腹。在武田家滅亡後，於天正壬午之亂中，保護武田舊臣，幫助家康平定甲斐，不過後來被家康流放。在會津仕於蒲生氏鄉，協助建築會津若松城。
- 武藤喜兵衛—真田幸隆的三男。哥哥信綱、昌輝在生時，因為信玄的仲介而繼承武藤家，並改名喜兵衛。因為信綱、昌輝在長篠之戰中戰死，於是回復真田姓並繼承一族。在武田滅亡後，為真田家存續而奔走，被豐臣秀吉評價為「表裏卑鄙者」（表裏比興の者）。
- 甘利左衛門尉—在信玄攻略上野國箕輪城後，成為箕輪城代，負責上野方面，不過因為墮馬而死。
- 長坂源五郎—後來改名為「五郎左衛門尉」。在天正年間，以父親釣閑齋的官途名（日语：官途名）「筑後守」為名，並成為奏者。在義信事件後，因為武田諸將向信玄送出的起請文「下之郷起請文」中，有其署名，於是受到株連而被處刑。（亦有說法指被處刑的是「長坂清四郎勝繁」（『甲斐國志（日语：甲斐国志）』））。

此外，還有使番十二人眾（百足眾）等側近集團，亦有許多像山縣昌景、春日虎綱等，在累積經驗後成為重臣。